# قالیباف (خنداب)
قالیباف ، روستایی از توابع بخش مرکزی شهرستان خنداب در استان مرکزی ایران است.
از مکان های تفریحی این روستا به دارکبود، دره سیزداد، باغچه سرآسیاب، چشمه جادو، چشمه عزیز، باغات علی آباد، باغات سریال، سد دره گز،و... میتوان اشاره کرد

## شغل
شغل مردم این روستا، کشاورزی(باغات انگور و کشت های دیم)و دامداری است 

## آب و هوا
از نظر آب و هوا در بهار هوا معتدل و مرطوب،در تابستان گرم، در پاییز نسبتا سرد و در زمستان سر است
از نظر بارندگی در فصل زمستان بارش (برف)های خوبی دارد و در بهار و پاییز نیز باران های نسبتا خوبی میبارد و معمولا در تابستان بارشی ندارد

## جمعیت
این روستا در دهستان خنداب قرار دارد و براساس سرشماری مرکز آمار ایران در سال ۱۳۹۵، جمعیت آن ۵۷۴ نفر (۱۷۶خانوار) بوده‌است.